# أصفهان (محافظة)

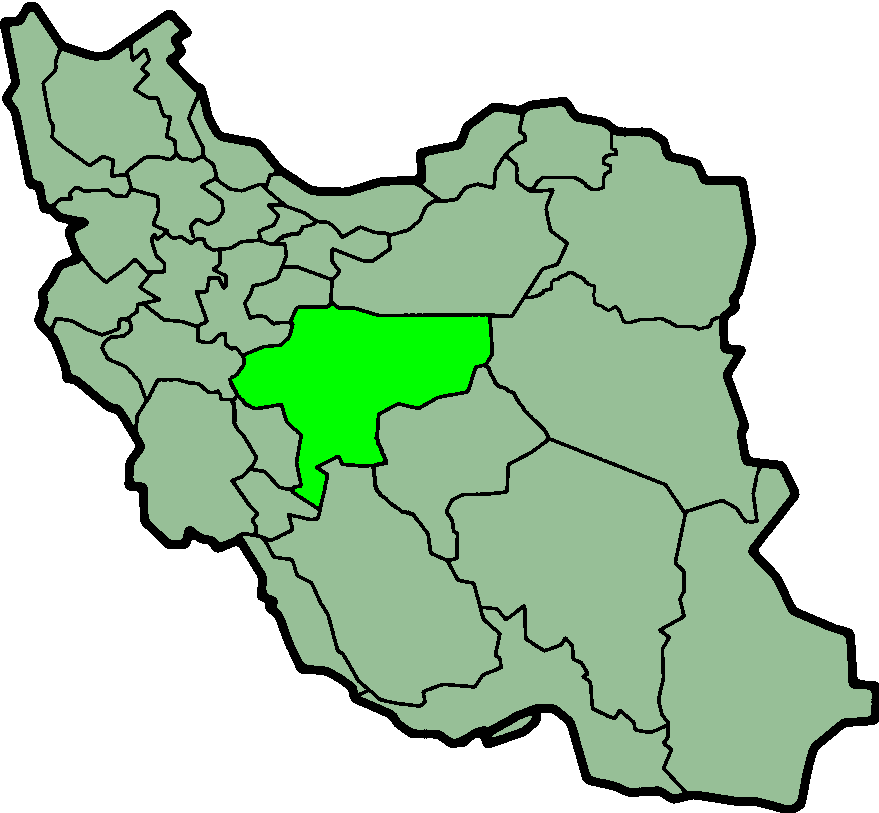

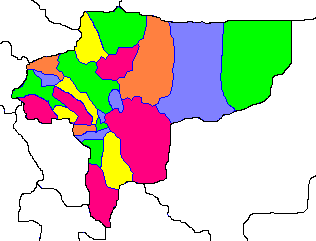

محافظة أصفهان (بالفارسية: استان اصفهان)، هي إحدى محافظات إيران الإحدی والثلاثين. عاصمتها مدينة أصفهان. أصفهان مدينة فارسية بامتياز، وتقريبا كل أراضي المحافظة مأهولة من قبل القومية الفارسية، عدا أقصى المناطق الغربية فتسكنها غالبية كردية من قبائل اللور واللك الكرديتان. تقع المقاطعة ، التي تبلغ مساحتها حوالي 10،676 كيلومترًا مربعًا، بين 30 درجة و 43 دقيقة إلى 34 درجة و 27 دقيقة شمال خط الاستواء و 49 درجة و 36 دقيقة إلى 55 درجة و 31 دقيقة شرقاً من خط طول جرينتش. تقتصر مقاطعة أصفهان من الشرق على مقاطعات يزد وجنوب خراسان، من الشمال إلى مقاطعات سمنان وقم ومركزي، من الغرب إلى مقاطعات لورستان وشهار محال وبختياري، من الجنوب إلى مقاطعات كوهجيلويه وبوير أحمد وفارس. وأهم مدن هذه المحافظة هي أصفهان وكاشان وجولبايجان ونجف آباد والخميني شهر. أصفهان هي مركز إنتاج الحديد والصلب ومواد البناء والبتروكيماويات وكذلك الحرف اليدوية في إيران.

## الإحصاء
تقع 10 ٪ من الصحاري الإيرانية في محافظة أصفهان ومعظمها تشمل مدن شهرضا ونايين ونجف آباد وأردستان ونطنز وآران وبيدغول وأصفهان. طبعا جزء من هذه المنطقة جبلية ولها مناخ معتدل، وأهم المدن الجبلية في هذه المنطقة هي جولبايغان وخوانسار وفريدن وفريدونشهر وسميروم ودهاغان وتشادجان وتيران وكرون وبويين ومياندشت. تقع حوالي 340.000 هكتار من الغابات الإيرانية من صنع الإنسان في محافظة أصفهان وتقع 90.000 هكتار من هذه المنطقة في مدينة أردستان.

## جغرافية
تبلغ مساحة محافظة أصفهان حوالي 107،018 كيلومتر مربع وتقع في وسط إيران. إلى الشمال منها تقع المحافظة المركزية (الوسطى) ومحافظتي قم وسمنان. يحدها من الجنوب محافظات فارس وكوهجيلويه وبوير أحمد. أمين أباد هي المدينة الواقعة في أقصى الجنوب من محافظة أصفهان. يحدها من الشرق محافظة يزد. يحدها من الغرب محافظة لورستان ومن الجنوب الغربي محافظة شاهار محال وبختياري.
تشهد المقاطعة مناخًا معتدلًا وجافًا بشكل عام، يتراوح بين 40.6 درجة مئوية و 10.6 درجة مئوية في يوم بارد في فصل الشتاء. تم تسجيل متوسط درجة الحرارة السنوية على أنها 16.7 درجة مئوية وتم الإبلاغ عن هطول الأمطار السنوي في المتوسط على أنه 116.9 ملم. مدينة سباهان (أصفهان) تشهد مناخًا ممتازًا، بأربعة فصول مميزة.
بارتفاع 4040 مترًا، تعد شاهانكوه أعلى قمة في مقاطعة أصفهان. يقع هذا الجبل على بعد حوالي 20 كيلومترًا جنوب غرب مدينة فريدونشهر في الجزء الغربي من محافظة أصفهان.
تتكون محافظة اصفهان من 52 نهرا. وهي صغيرة ومؤقتة، باستثناء نهر زاينده رود، الذي يبلغ طوله الإجمالي 405 كيلومترات، وتبلغ مساحة حوضه 27100 كيلومتر مربع.

## حرف يدوية في أصفهان
محافظة أصفهان هي إحدى من أكبر مراكز إنتاج أنواع مختلفة من الحرف اليدوية في إيران. لطالما كانت هذه المقاطعة مهد الفنون الجميلة والحرف اليدوية.
زخارف من الطوب والبلاط والتجصيص وجميع أنواع الخط في الآثار التاريخية في أصفهان، منذ قرون حتى الفترة المعاصرة وحول المآذن وعلى جانبيها وخارج المساجد والقصور والتطريز والنقش بالذهب والكشمير والفضة والعمل وصياغة الذهب و تدل جميع النسخ من الكتب والقرآن واللوحات على مركز أصفهان للفنون.

## التاريخ والثقافة

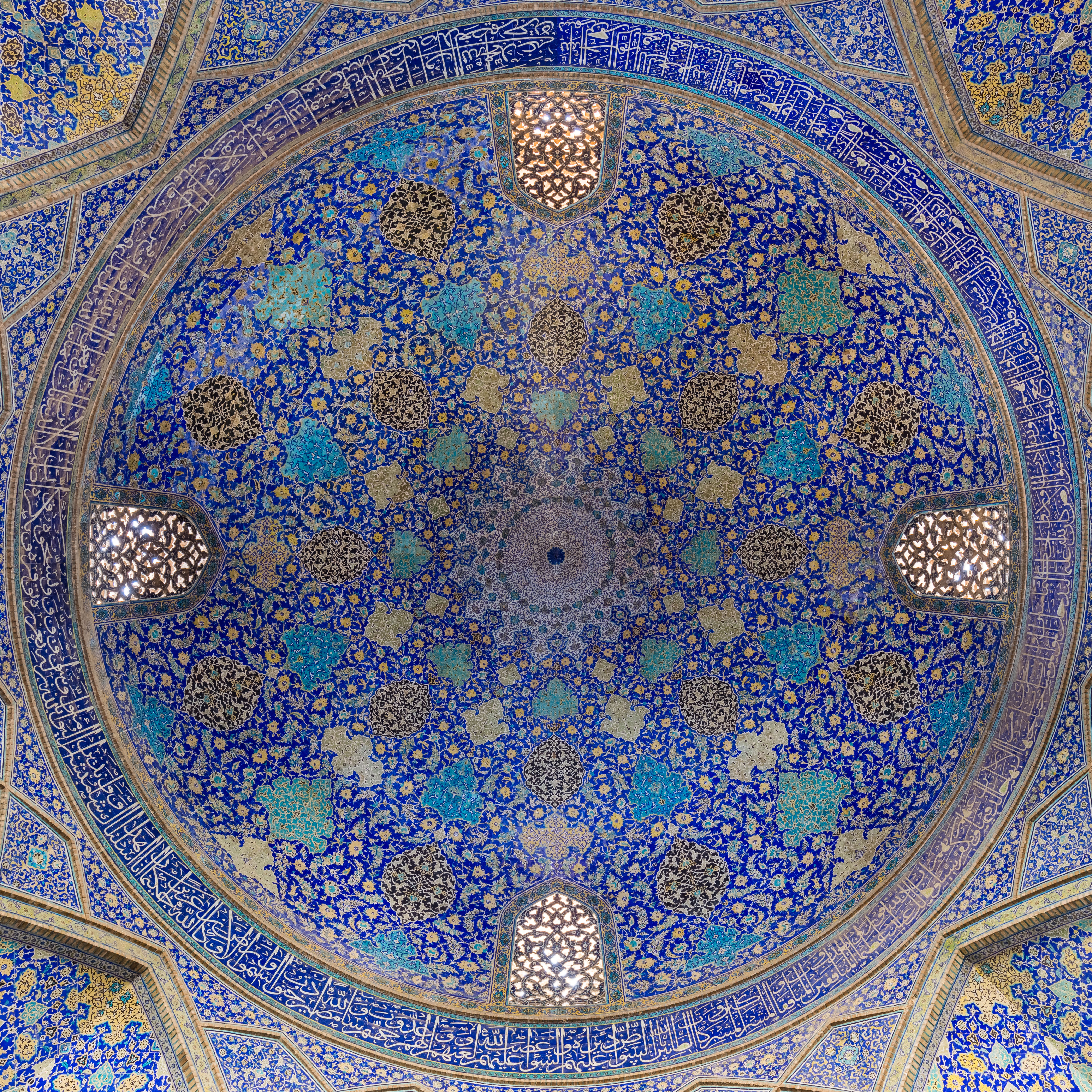
التراث الثقافي لإيران

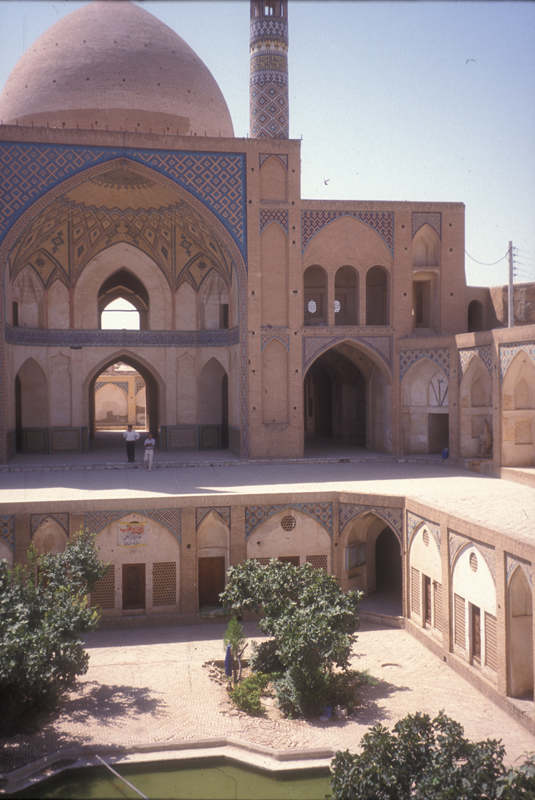
«كاشان» هي جوهرة ثقافية أخرى في المحافظة. يظهر هنا مسجد آغا بزرج.

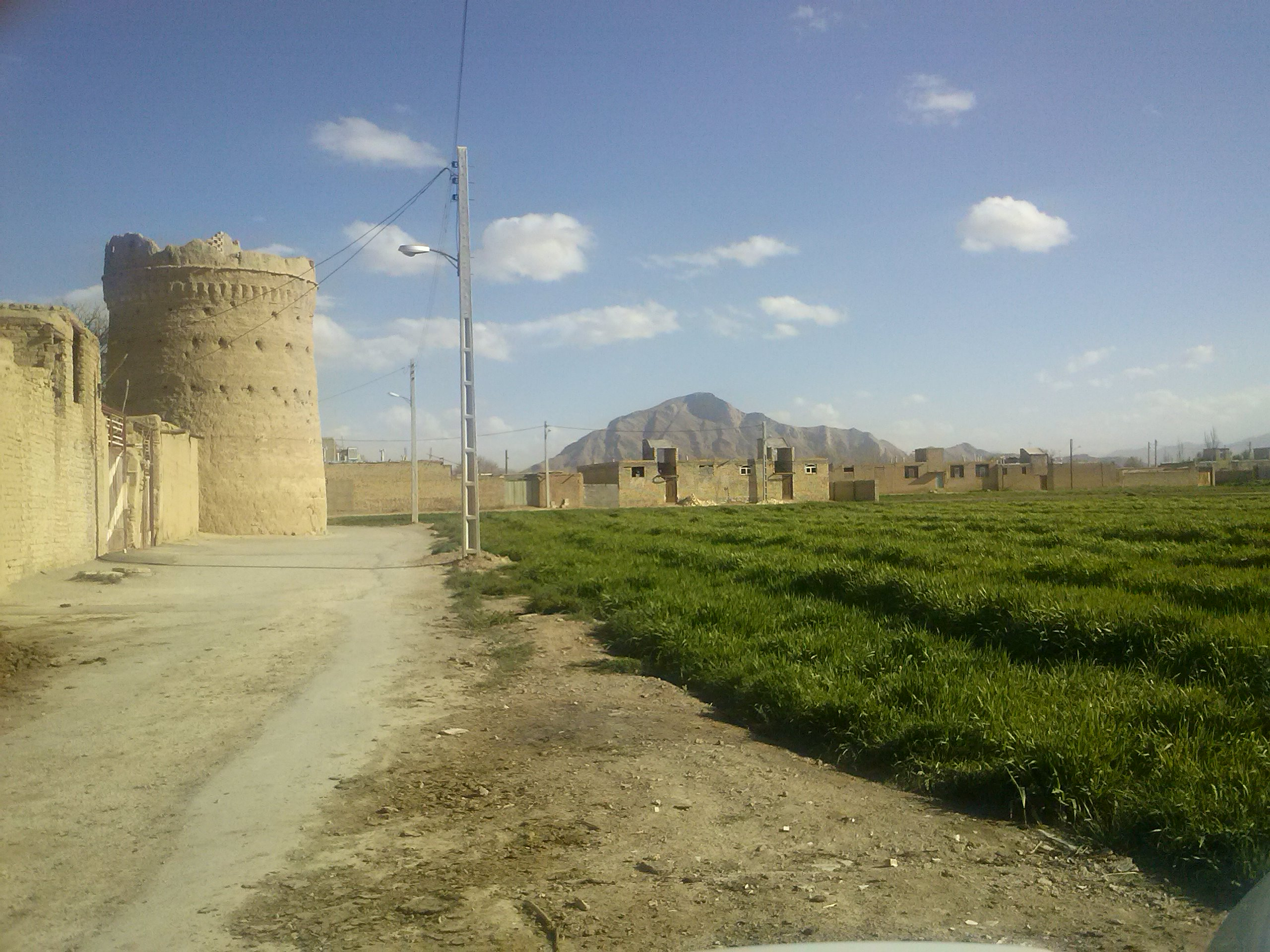

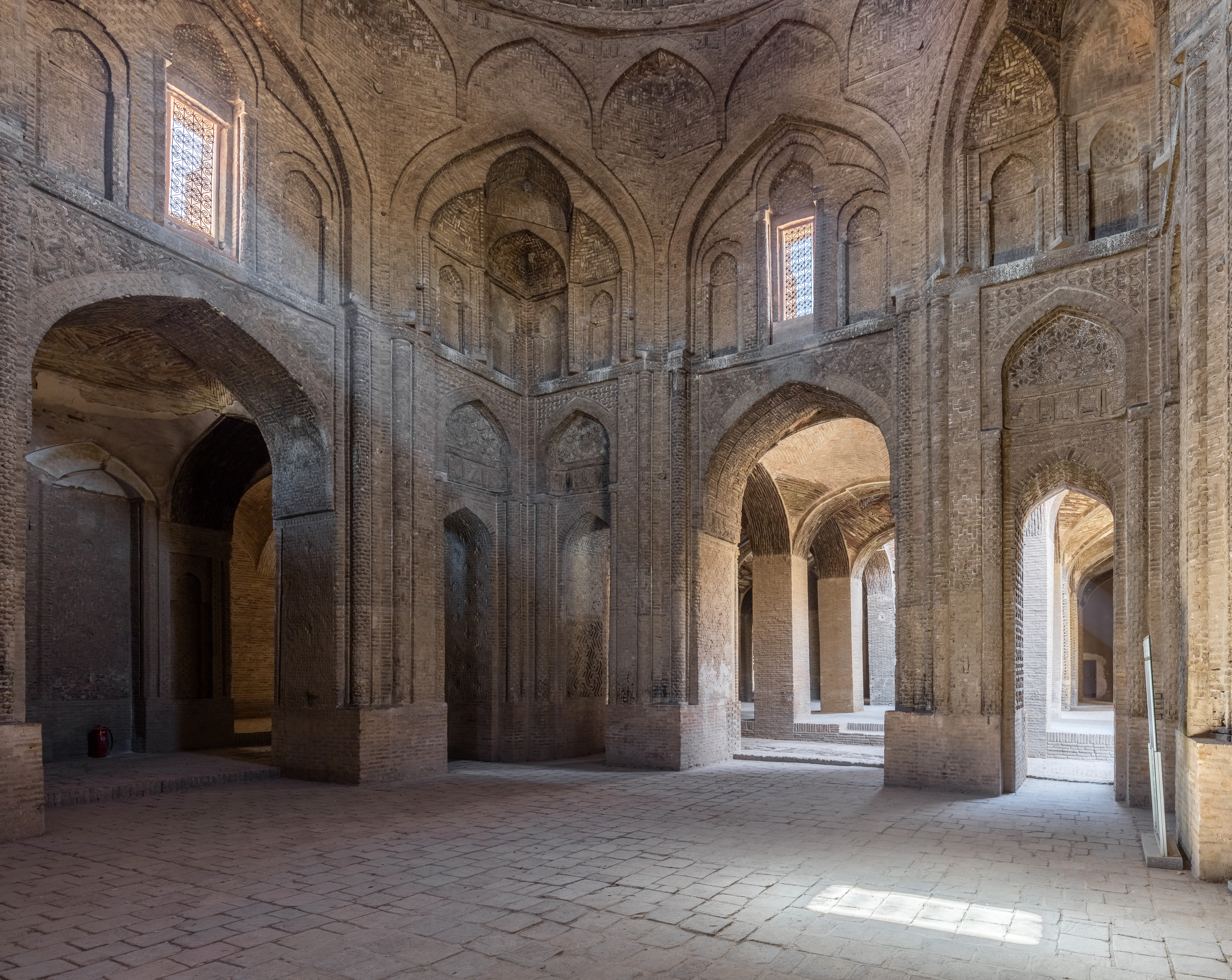

سجّل المؤرخون أسبهان ، سيباهان أو أصفهان في البداية كقاعدة دفاعية وعسكرية. إن أمن وحماية القلاع والتحصينات المتزايدة تدريجياً، وبالتالي، سيوفر حماية السكان القريبين، مما يؤدي إلى نمو المستوطنات الكبيرة القريبة.
تحتوي قرية أبيانه التاريخية، وهي منطقة جذب على مستوى الدولة، على أطلال ساسانية ومعابد نار من بين الآثار التاريخية الأخرى. خلال القرنين السابع عشر والثامن عشر، تمتعت مقاطعة أصفهان بمعايير عالية من الازدهار حيث أصبحت عاصمة بلاد فارس الصفوية. بينما كانت مدينة سيباهان (أصفهان) هي مقر ملكيتها، كانت كاشان مكانًا لقضاء العطلات والترفيه.
تضم محافظة اصفهان مختلف الطوائف اليوم. غالبية سكان المقاطعة هم من المتحدثين بالفارسية، لكن بختياري لور ، الجورجيون، الأرمن، قشقاس واليهود الفارسيون يقيمون أيضًا في المقاطعة. اللغة الرسمية للمقاطعة هي اللغة الفارسية، على الرغم من أن المجموعات العرقية والقبائل المختلفة تلتزم بلغتها الخاصة مثل الفارسية اليهودية والأرمينية والجورجية والقشقاية التركية أو بختياري لوريش. تشتهر محافظة أصفهان بشخصياتها المشهورة مثل الكتاب والشعراء والشخصيات البارزة الأخرى الذين ولدوا وترعرعوا أو عاشوا في هذه المنطقة.

## التعليم

### الجامعات العامة
- جامعة أصفهان للتكنولوجيا
- جامعة أصفهان
- جامعة أصفهان للعلوم الطبية
- جامعة كاشان للعلوم الطبية
- جامعة أصفهان للفنون
- جامعة مالك أشتر للتكنولوجيا
- جامعة كاشان

## أعلام
- حسن المدرس
- محمد الأوسط بن علي
- علي أكبر محرابيان
- پريسا روشني